# Ilja Winogradow
Ilja Wasiljewicz Winogradow (ros. Илья Васильевич Виноградов, ur. 7 czerwca?/20 czerwca 1906 w miejscowości Niżnij Awzian w Baszkirii, zm. w lutym 1978) – radziecki wojskowy, generał porucznik.

## Życiorys
W 1915 skończył szkołę, potem pracował w fabryce, od 1918 służył w Armii Czerwonej, uczestniczył w wojnie domowej i walkach z basmaczami, w 1924 został ranny. Od 1926 należał do WKP(b), w 1929 ukończył szkołę wojskową im. WCIK, a w 1936 Akademię Wojskową im. Frunzego, pracował w sztabie dywizji kawalerii i 1937-1938 w sztabie Białoruskiego Specjalnego Okręgu Wojskowego, później studiował w Wojskowej Akademii Sztabu Generalnego. Brał udział w wojnie z Finlandią 1939-1940 jako szef Wydziału 4 Sztabu Leningradzkiego Okręgu Wojskowego i szef sztabu 28 Korpusu Piechoty, później pracował w Sztabie Generalnym, uczestniczył w wojnie z Niemcami jako szef wywiadu Frontu Południowo-Zachodniego (listopad 1941-czerwiec 1942), Stalingradzkiego (lipiec-grudzień 1942), Dońskiego/Centralnego (grudzień 1942-kwiecień 1943). Od kwietnia do lipca 1943 był zastępcą szefa Zarządu Wywiadowczego Armii Czerwonej, od lipca do października 1943 szefem Wydziału Wywiadowczego Sztabu Frontu Woroneskiego, 1943-1944 1 Ukraińskiego, a 1944-1945 2 Białoruskiego. Po wojnie od sierpnia 1945 do stycznia 1950 był szefem Zarządu Wywiadowczego Północnej Grupy Wojsk w Polsce, a od lutego 1950 do marca 1952 Grupy Wojsk Radzieckich w Niemczech, później kierował katedrą i wydziałem w Akademii Wojskowej im. Frunzego, 1955-1957 był wojskowym attaché przy Ambasadzie ZSRR w Finlandii, a 1957-1975 attaché przy Ambasadzie ZSRR w NRD (od 1968 w stopniu generała porucznika).

## Odznaczenia
- Order Lenina
- Order Rewolucji Październikowej
- Order Czerwonego Sztandaru (pięciokrotnie)
- Order Bohdana Chmielnickiego I klasy
- Order Suworowa II klasy
- Order Wojny Ojczyźnianej I klasy
- Order Czerwonej Gwiazdy
- Order „Za służbę Ojczyźnie w Siłach Zbrojnych ZSRR” II klasy
- Order „Za służbę Ojczyźnie w Siłach Zbrojnych ZSRR” III klasy

I medale oraz odznaczenia zagraniczne.